# Ambasada RP w Santiago
Ambasada Rzeczypospolitej Polskiej w Santiago (hisz. Embajada de la República de Polonia en Santiago) – polska misja dyplomatyczna w stolicy Chile.

## Historia
Stosunki dyplomatyczne między Polską a Chile nawiązano 7 grudnia 1920. Akredytowany na Chile byli posłowie rezydujący w Buenos Aires. Nadzorowali oni także powołany w 1921 konsulat honorowy w Santiago de Chile. Po II wojnie światowej stosunki ponownie nawiązano w 1965. Zostały zerwane po puczu w 1973. Po przemianach w obu państwach stosunki nawiązano 11 marca 1990.

## Konsulaty RP
Konsulaty honorowe RP w Chile działają w:
- La Serena
- Punta Arenas
- Concón